# Eduard Nohe
Eduard Nohe (* 1911 in Dietlingen; † 1984 in Nürtingen) war ein deutscher Agrarwissenschaftler und Rektor der Fachhochschule Nürtingen.

## Werdegang
Eduard Nohe vertrat in Nürtingen seit Ende der 1950er Jahre das Fachgebiet Pflanzenbau und wurde am 22. Dezember 1967 Leiter der Staatlichen Ingenieurschule für Landbau in Nürtingen. Nach Umwandlung der Ingenieurschule zur Fachhochschule Nürtingen war er von Februar 1972 bis 31. März 1973 deren erster Rektor.

## Ehrungen
- 1976: Verdienstkreuz am Bande des Verdienstordens der Bundesrepublik Deutschland